# Klas Eklund
Klas Eklund (Uppsala, 16 de julio de 1952), es un economista y autor sueco.

## Educación
Entre 1971 y 1972, Eklund cumplió con su servicio militar obligatorio en la Escuela de Intérpretes. Es licenciado en economía y obtuvo un máster en economía en la Escuela de Economía de Estocolmo. También posee una licenciatura en historia económica, ruso y geografía humana de la Universidad de Estocolmo. Su tesis de máster trató sobre problemas de transformación y desarrollo a largo plazo en la economía sueca.

## Biografía

### Actividad política
Eklund comenzó su carrera política en la extrema izquierda. Su primer libro, escrito junto con Per Reichard, fue una contribución al debate sobre la naturaleza de la Unión Soviética: "¿Es la Unión Soviética capitalista? Esbozo de un análisis marxista". En 1978, Eklund se unió al Partido Socialdemócrata. Fue activo localmente en la Asociación de Trabajadores de Estocolmo y ocupó varios cargos políticos en la Oficina del Gobierno durante un tiempo. En el debate público, era conocido como uno de los "tecnócratas". Eklund dejó el Partido Socialdemócrata en 2003 y desde entonces se ha declarado independiente.

### Encargos en Suecia
Fue asesor en el Ministerio de Finanzas entre 1982-1984 y 1989-1990, y en la Oficina del Primer Ministro entre 1984-1987. También fue jefe de planificación en el Ministerio de Finanzas entre 1987-1988, secretario del grupo de trabajo socialdemócrata para la década de los 90 entre 1988-1989, presidente de la delegación de productividad entre 1990-1991 y economista jefe en el Servicio Postal entre 1992-1994. Entre 1994-2007, fue economista jefe de SEB, de 2007-2015 fue economista senior en el mismo banco, y de 2016-2017 fue economista de sostenibilidad de SEB. Entre 2018-2023, Klas Eklund fue economista senior en el bufete de abogados Mannheimer Swartling. Desde 2024, es estratega jefe en Dahlgren Capital.
Además de estos empleos, Eklund ha ocupado otros cargos, como miembro del Consejo General del Banco Central de Suecia, miembro del consejo del tercer fondo AP, presidente de ESO, Grupo de Expertos en Estudios de la Economía Pública. En 2009, fue nombrado profesor adjunto en la Escuela de Economía de la Universidad de Lund. En 2011, Eklund fue nombrado miembro de la Comisión del Futuro del gobierno de la Alianza. En 2013, fue presidente del Comité de Crisis de la Vivienda. Ha sido miembro de varios consejos, incluidos Mistra y el sexto fondo AP. En 2015, fue presidente del Grupo de Análisis del mercado laboral futuro del gobierno S-MP. En abril de 2020, Eklund se convirtió en presidente de la Comisión de Reinicio de la Cámara de Comercio de Estocolmo, que planificó reformas económicas debido a la pandemia de coronavirus de 2019-2021. En 2020, también entregó una propuesta para una reforma fiscal integral en un informe encargado por ESO, Grupo de Expertos en Estudios de la Economía Pública, un comité del Ministerio de Finanzas.

### Encargos internacionales
A nivel internacional, ha sido miembro del grupo asesor económico de la Comisión Europea GEPA. En 2009, también formó parte de un grupo asesor internacional que redactó una propuesta de política climática para China. En 2015, se convirtió en miembro de un grupo de trabajo internacional especial para proponer cómo los mercados financieros pueden mejorar el medio ambiente en China.

## Obra literaria
Klas Eklund ha publicado más de 1100 artículos en periódicos y revistas. También ha publicado varios libros, entre ellos un libro de texto de economía, "Nuestra economía: una introducción a la economía". El libro es una introducción que se utiliza en cursos y universidades. Es el libro de texto de economía más vendido en Suecia y ha sido traducido a varios idiomas, incluidos el ruso y el chino. También ha sido publicado en una versión abreviada para escuelas secundarias. Su conferencia inaugural como profesor adjunto en la Escuela de Economía de la Universidad de Lund en 2009 trató sobre las lecciones de la crisis financiera. Ha escrito libros sobre crecimiento, impuestos y mercados financieros, y ha colaborado en varias antologías. Su último libro, "Tu economía", escrito junto con Shoka Åhrman, combina el análisis de la economía con consejos sobre finanzas personales.
En 2010, participó en la serie de biografías de Bonniers sobre primeros ministros suecos con un volumen sobre Olof Palme; Eklund había trabajado como asesor de Palme en la década de 1980. En 2011, Eklund publicó "China: la superpotencia resurgente", un análisis del desarrollo económico y político de China. En 2013, publicó un libro sobre innovación, "Un marco para la política de innovación". Entre 2013-2014, Eklund fue presidente del Comité de Crisis de la Vivienda, que presentó el informe "Un mercado de viviendas en funcionamiento: una agenda de reformas". El comité abogó por una política integral para aumentar la construcción de viviendas y la movilidad en el mercado inmobiliario.
En los últimos años, Eklund ha escrito mucho sobre medio ambiente y clima. En 2009, publicó un libro sobre cambio climático y política climática desde una perspectiva económica, "Nuestro Clima". Esto fue seguido en 2011 por la conferencia "Capitalismo verde", publicada por el Instituto Ohlin. En 2012, publicó un artículo de opinión en Dagens Nyheter sobre por qué el sistema capitalista debería reformarse en una dirección más inclusiva y sostenible, a lo que llamó "Capitalismo 4.0". En 2015, publicó el libro "Crecimiento" sobre el concepto de PIB y los desafíos del crecimiento en el futuro. En estos y otros escritos, aboga por el uso de instrumentos económicos para reducir las emisiones y aumentar la eficiencia energética.
Además, junto con Karl G. Sjödin, escribió la novela policíaca "La fuga", que trata sobre asesinatos y transacciones con información privilegiada en el Ministerio de Finanzas; el libro se convirtió en una serie de televisión que se emitió en SVT en 1994.

## Familia
Klas Eklund es hijo de los actores Bengt Eklund y Fylgia Zadig. Es padre de Sigge Eklund y Fredrik Eklund. Entre 1992-2016, estuvo casado con la economista Pernilla Ström. Desde 2017, está casado con Jenny Eklund y tiene dos hijastras.

## Premios
- Medalla del Rey de Suecia del tamaño 12 en banda azul por contribuciones destacadas como economista (2017).
- Miembro de la Academia de Ciencias de la Ingeniería (IVA) desde 2012.[11]
- Premio Jacob Palmstierna por escritura económica exitosa (2010).
- Nombrado por la revista CSR i praktiken como el asesor más influyente de Suecia en asuntos de sostenibilidad (2012).

## Otras lecturas
- Brolin, David (2005). Reexámenes: los intelectuales de izquierda suecos en el paso de los años setenta a los ochenta. (en sueco). Lund: Celander. pp. 183-204. ISBN 9789187393204.